# Вусач ялиновий
Вуса́ч яли́новий  (лат. Monochamus Dejean, 1821 = Meges Pascoe, 1866 = Monohammus Lacordaire, 1869 = Nesocera Bates, 1884 = Penhammus Kolbe, 1893)— рід жуків з родини вусачів. В Українських Карпатах поширені чотри види:
1. Вусач ялиновий великий західний (Monochamus sartor Fabricius, 1787)
2. Вусач ялиновий ґалійський (Monochamus galloprovincialis Germar, 1818)
3. Вусач ялиновий малий (Monochamus sutor Linnaeus, 1758)
4. Вусач ялиновий плямистий (Monochamus saltuarius Gebler, 1830)